# Norsko na Zimních olympijských hrách 1924
Norsko na Zimních olympijských hrách 1924 v Chamonix reprezentovalo 14 sportovců, z toho 13 mužů a 1 žena. Nejmladším účastníkem byl Sonja Henie (11 let, 295 dní), nejstarším pak Thorleif Haug (29 let, 127 dní). Reprezentanti vybojovali 17 medailí, z toho 4 zlaté, 7 stříbrných a 6 bronzových.

## Medailisté
| Medaile | Jméno                | Sport              | Disciplína           |
| ------- | -------------------- | ------------------ | -------------------- |
| Zlato   | Thorleif Haug        | Běh na lyžích      | Muži 18 km           |
| Zlato   | Thorleif Haug        | Běh na lyžích      | Muži 50 km           |
| Zlato   | Thorleif Haug        | Severská kombinace | Muži jednotlivci     |
| Zlato   | Jacob Tullin Thams   | Skoky na lyžích    | Muži normální můstek |
| Stříbro | Johan Grøttumsbråten | Běh na lyžích      | Muži 18 km           |
| Stříbro | Thoralf Strømstad    | Běh na lyžích      | Muži 50 km           |
| Stříbro | Thoralf Strømstad    | Severská kombinace | Muži jednotlivci     |
| Stříbro | Narve Bonna          | Skoky na lyžích    | Muži normální můstek |
| Stříbro | Oskar Olsen          | Rychlobruslení     | Muži 500 m           |
| Stříbro | Roald Larsen         | Rychlobruslení     | Muži 1 500 m         |
| Stříbro | Roald Larsen         | Rychlobruslení     | Muži víceboj         |
| Bronz   | Johan Grøttumsbråten | Běh na lyžích      | Muži 50 km           |
| Bronz   | Johan Grøttumsbråten | Severská kombinace | Muži jednotlivci     |
| Bronz   | Roald Larsen         | Rychlobruslení     | Muži 500 m           |
| Bronz   | Sigurd Moen          | Rychlobruslení     | Muži 1 500 m         |
| Bronz   | Roald Larsen         | Rychlobruslení     | Muži 5000 m          |
| Bronz   | Roald Larsen         | Rychlobruslení     | Muži 10 000 m        |